# Sílex

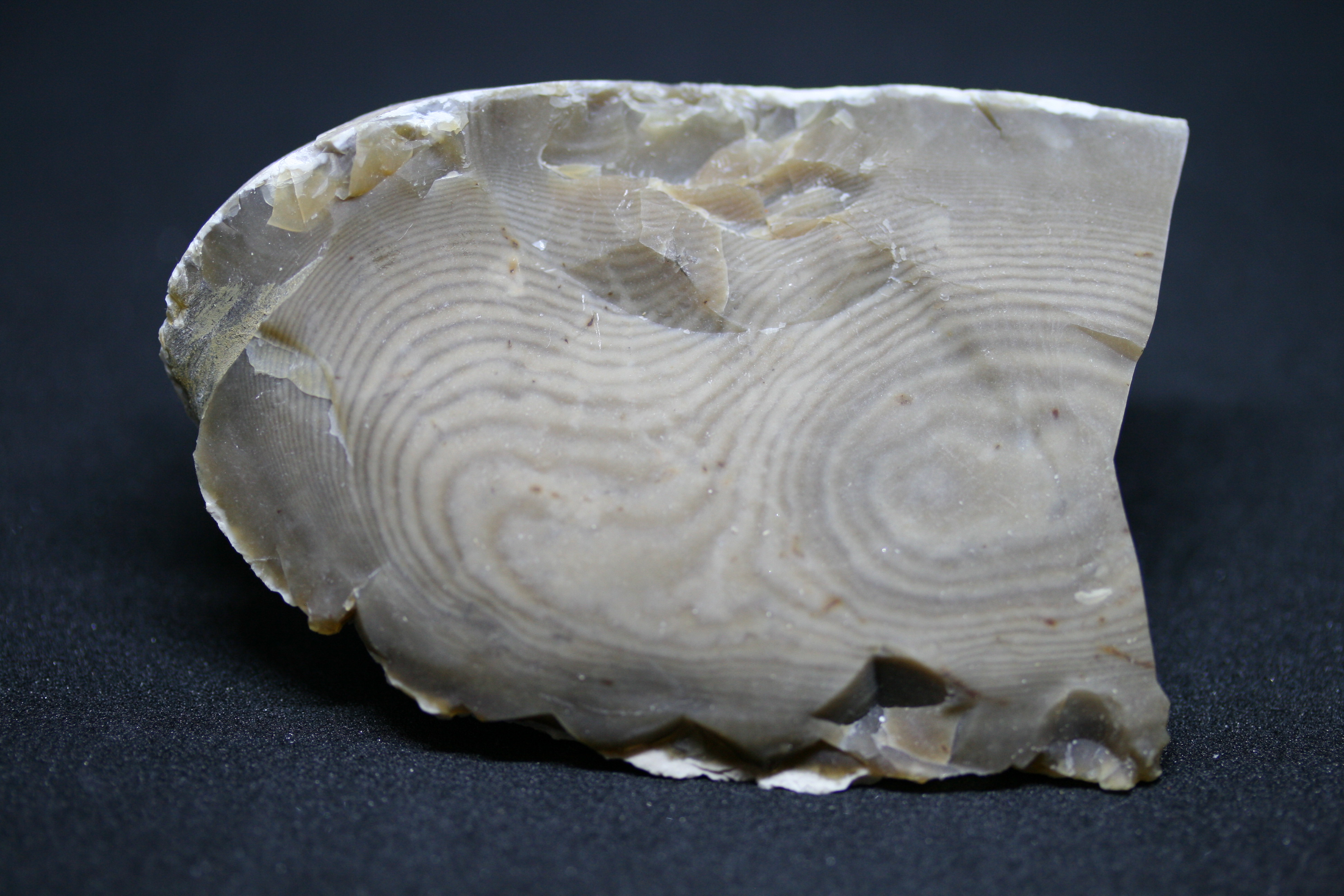
Sílex bandeado procedente de La Muela, Zaragoza, España.

El sílex, también llamado tradicionalmente pedernal, es un material heterogéneo, es decir, no es propiamente un mineral, sino una roca. Está formado por una mezcla de minerales silíceos, como cuarzo en forma microcristalina, cuarzo en forma criptocristalina fibrosa (calcedonia), moganita y ópalo, en proporciones que dependen del yacimiento o incluso del punto concreto del que se ha extraído dentro de un mismo yacimiento. Junto con los minerales silíceos aparecen también los minerales que forman el encajante, como calcita, anhidrita, dolomita y minerales de la arcilla, especialmente sepiolita u otras rocas silíceas. También puede contener restos de fósiles. El sílex se forma por reemplazamiento (diagénesis) de rocas sedimentarias preexistentes, formando nódulos o bandas.

## Origen

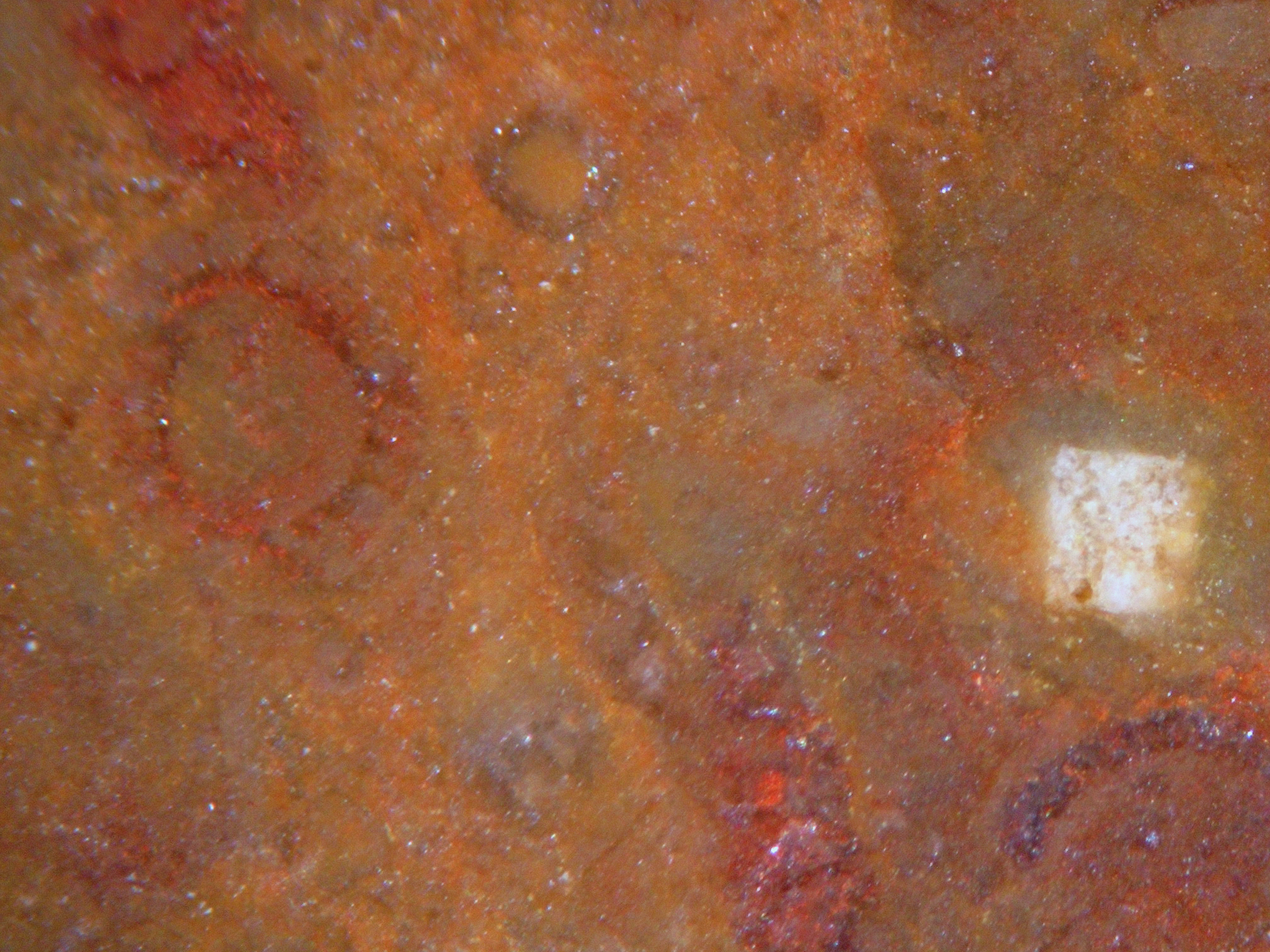
Restos silicificados de algas y sílice pseudomorfa de un cristal de halita. Guijarro del Loira, cerca de Marcigny, Francia. Anchura de la imagen: unos 5 mm.

El modo exacto de formación del sílex aún no está claro, pero se entiende que se produce como resultado de cambios químicos en formaciones rocosas sedimentarias comprimidas durante el proceso de diagénesis. Una hipótesis es que un material gelatinoso rellena las cavidades del sedimento, como los agujeros perforados por crustáceos o moluscos y que éste se convierte en silicificado. Esta hipótesis explica sin duda las complejas formas de los nódulos de sílex que se encuentran. La fuente de sílice disuelta en el medio poroso podrían ser las espículas de esponjas silíceas (demosponjas). Ciertos tipos de sílex, como el de la costa sur de Inglaterra y su homólogo en el lado francés del Canal de la Mancha, contienen flora marina fosilizada atrapada. Se han encontrado trozos de coral y vegetación conservados en el interior del sílex, de forma similar a los insectos y partes de plantas dentro del ámbar. Los cortes finos de la piedra suelen revelar este efecto.

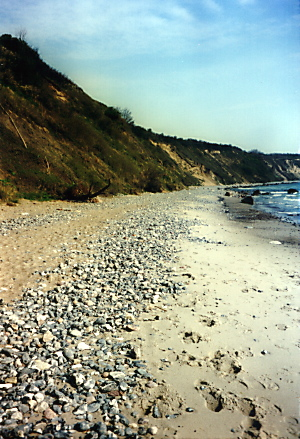
Playa de guijarros formada por nódulos de sílex erosionados de los acantilados de creta cercanos, Cabo Arkona, Rügen, noreste de Alemania.

El sílex se presenta a veces en grandes campos de sílex en yacimientos del Jurásico o del Cretácico, por ejemplo, en Europa. Las desconcertantes formaciones gigantes de sílex conocidas como paramoudra y círculos de sílex se encuentran por toda Europa, pero especialmente en Norfolk, Inglaterra, en las playas de Beeston Bump y West Runton.
El "sílex de Ohio" es la piedra preciosa oficial del estado de Ohio. Se forma a partir de restos calcáreos que se depositaron en el fondo de los mares paleozoicos de tierra adentro hace cientos de millones de años que se endurecieron hasta convertirse en piedra caliza y posteriormente se infundieron con sílice. El sílex de Flint Ridge se encuentra en muchas tonalidades como rojo, verde, rosa, azul, blanco, gris y negro, con las variaciones de color causadas por diminutas impurezas de compuestos de hierro.
El sílex puede ser de color: marrón arenoso, gris medio a oscuro, negro, marrón rojizo o gris blanquecino.

## Propiedades
Es un material duro y muy resistente, como corresponde al que suele ser su componente principal, el cuarzo, 7 en la escala de Mohs. Tiene fractura concoide, formando filos cortantes, y un tamaño de grano que depende del yacimiento. El color es muy variable, de blanco a negro, siendo especialmente frecuentes los colores marrones, con un bandeado de distintos tonos de color. El sílex de color negro y grano muy fino recibe el nombre de lidita, y fue utilizada como piedra de toque para valorar la pureza de los metales preciosos.

## Usos

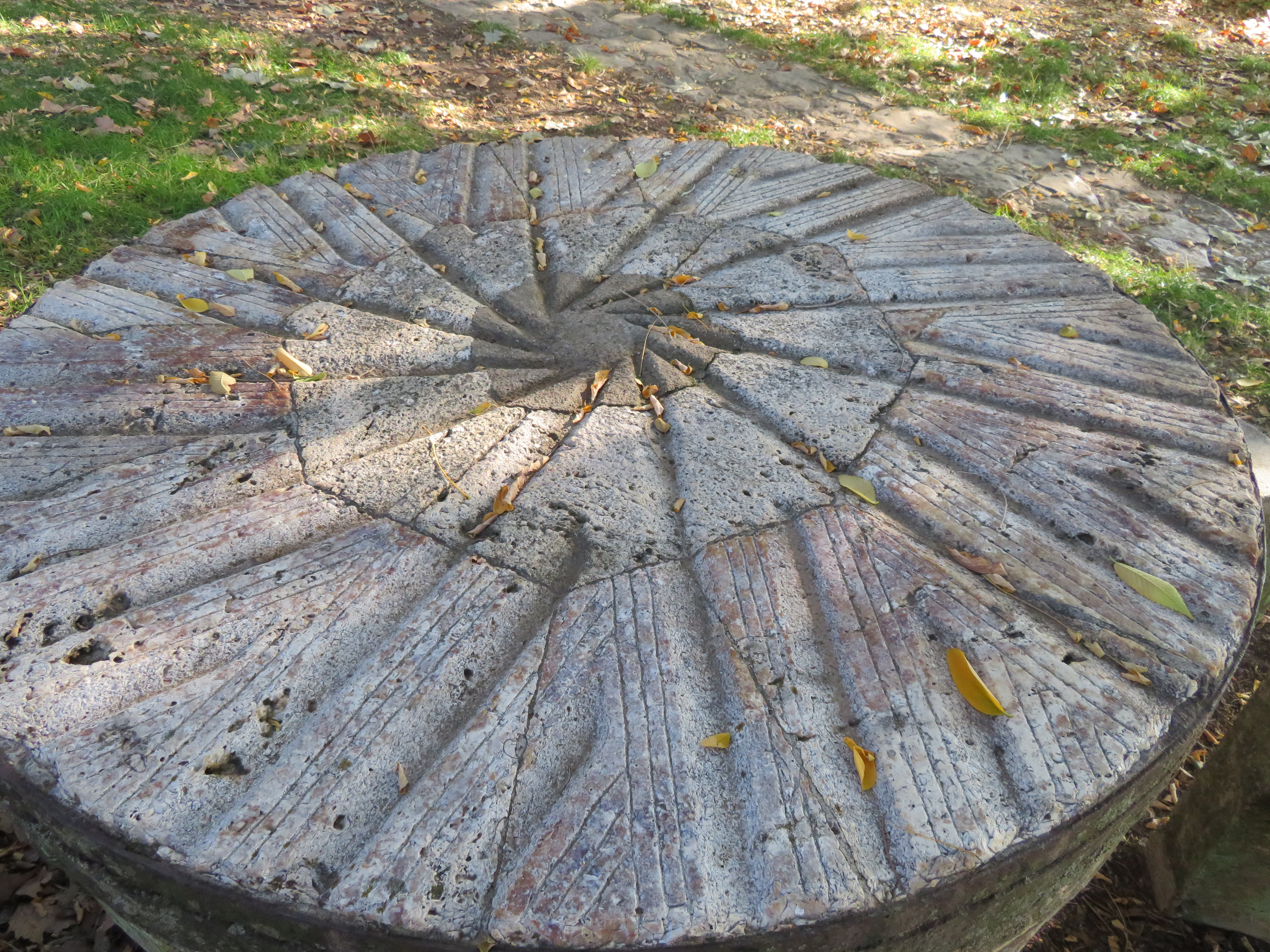
Muela fabricada con piedra de sílex. Muela francesa de un molino harinero

Por su dureza, se usó en la Edad de Piedra para la elaboración de herramientas cortantes, por su capacidad de romperse en lascas (fractura concoidea, láminas rectas con ligeras curvas) de bordes muy agudos. Inicialmente se recurrió a la recogida ocasional, pero pronto se explotaron algunos yacimientos de forma organizada. Las labores más antiguas conocidas están situadas en Nazlet Safaha, Nazlet Kather y Beit Allam, en las terrazas de la ribera izquierda del Nilo, en la zona de Sohag, Egipto.
Dado que el pedernal produce chispas al golpearlo con otras rocas duras o con metales, también se utilizó para encender fuego. Posteriormente se empleó en las primeras armas de fuego, las armas de chispa, para iniciar la combustión de la pólvora. Esta aplicación continúa hasta nuestros días en los encendedores, aunque se ha sustituido el pedernal por barritas de ferrocerio, material al que se llama también pedernal por similitud de uso.[cita requerida]

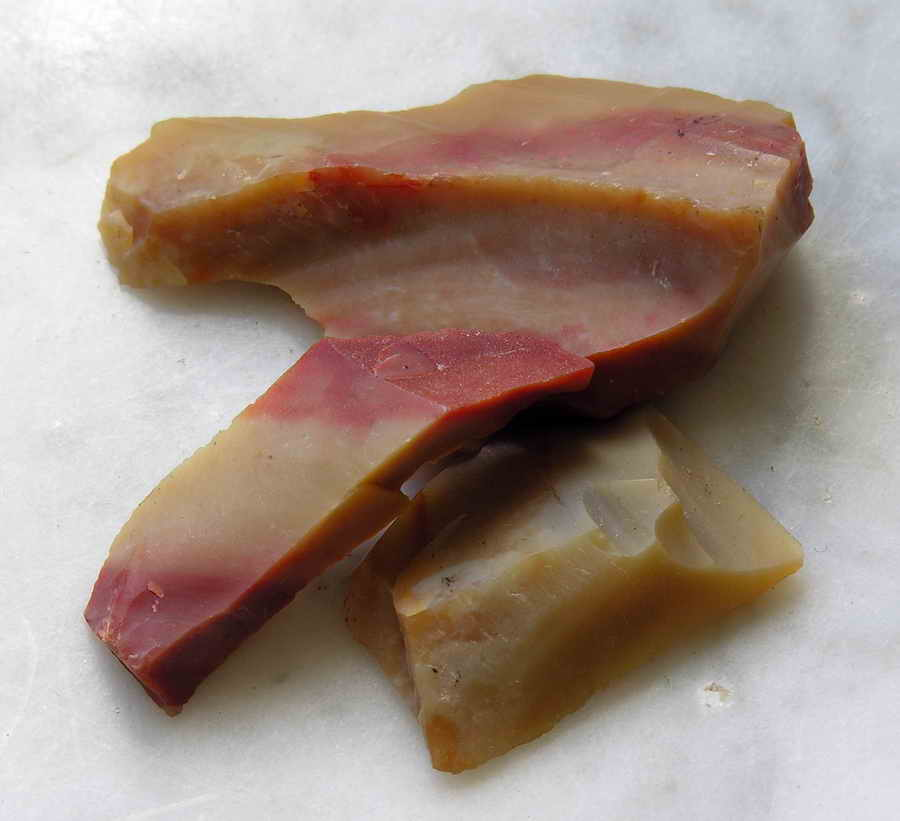
Sílex
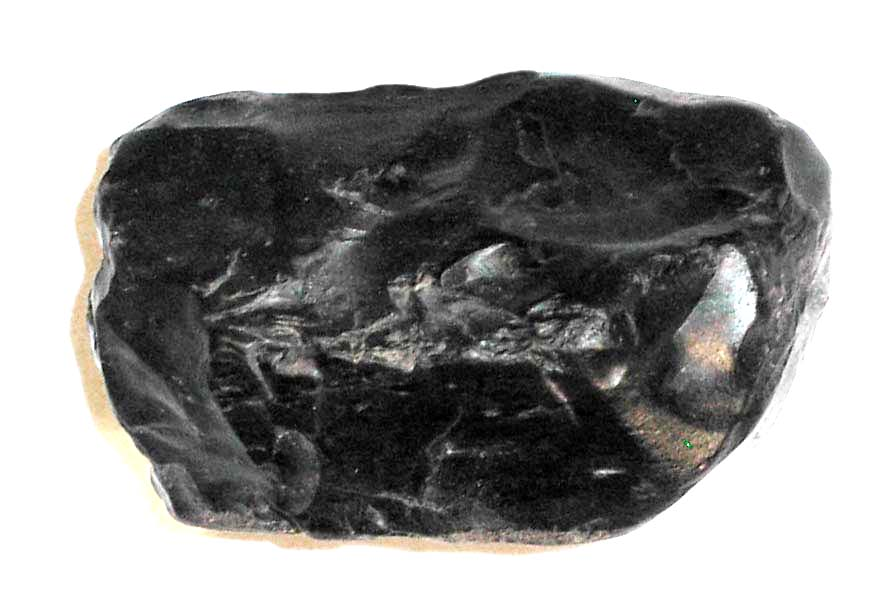
Sílex negro
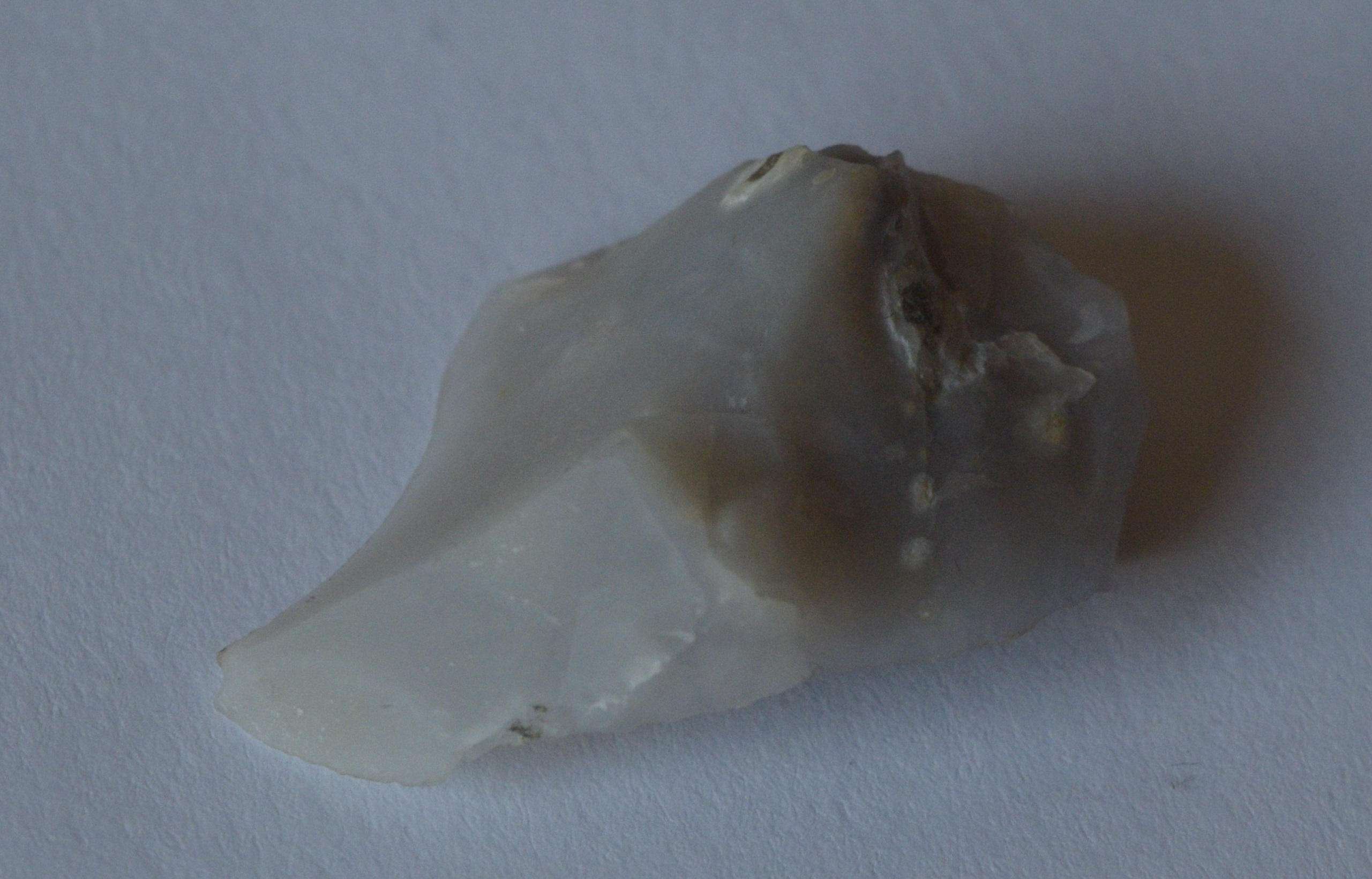
Sílex tallado como herramienta cortante

### Herramientas o filo de corte

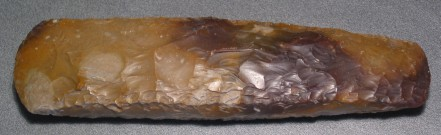
Hacha de sílex del Neolítico sueco, de unos 31 cm de longitud.

El sílex se utilizó en la fabricación de herramientas durante la Edad de Piedra, ya que se divide en astillas finas y afiladas llamadas escamas o cuchillas (según la forma) cuando se golpea con otro objeto duro (como un martillo de piedra hecho de otro material). Este proceso se denomina talla.
La extracción de sílex está atestiguada desde el Paleolítico, pero se hizo más común a partir del Neolítico (cultura Michelsberg, cultura Funnelbeaker). En Europa, algunos de los mejores sílex para la fabricación de herramientas proceden de Bélgica (Obourg, minas de sílex de Spiennes), las tizas costeras del Canal de la Mancha, la Cuenca de París, Thy en Jutlandia (mina de sílex en Hov), los yacimientos sennonianos de Rügen, Grimes Graves en Inglaterra, la formación calcárea del Cretácico Superior de Dobruja y del bajo Danubio (sílex de los Balcanes), la formación de marga calcárea del Cenomaniano de la Moldavia (sílex de Miorcani) y los yacimientos del Jurásico de la zona de Cracovia y de Krzemionki en Polonia, así como del Lägern (sílex) en los Montes Jura de Suiza.
En 1938, un proyecto de la Sociedad Histórica de Ohio, bajo la dirección de H. Holmes Ellis comenzó a estudiar los métodos y técnicas de talla de los pueblos indígenas de América. Al igual que los estudios anteriores, este trabajo implicó la experimentación de técnicas reales de knapping mediante la creación de herramientas de piedra a través del uso de técnicas como la percusión directa a mano alzada, la presión a mano alzada y la presión utilizando un descanso. Otros estudiosos que han llevado a cabo experimentos y estudios similares son William Henry Holmes, Alonzo W. Pond, Sir Francis Knowles y Don Crabtree.
Para combatir la fragmentación, el sílex/pedernal puede someterse a un tratamiento térmico, llevándolo lentamente a una temperatura de 150 a 260 °C durante 24 horas, y luego enfriándolo lentamente a temperatura ambiente. Esto hace al material más homogéneo y por lo tanto más knappable y permite fabricar herramientas con un filo de corte más afilado y limpio. El tratamiento con calor ya era conocido por los artesanos de la Edad de Piedra.

### Para prender fuego o pólvora

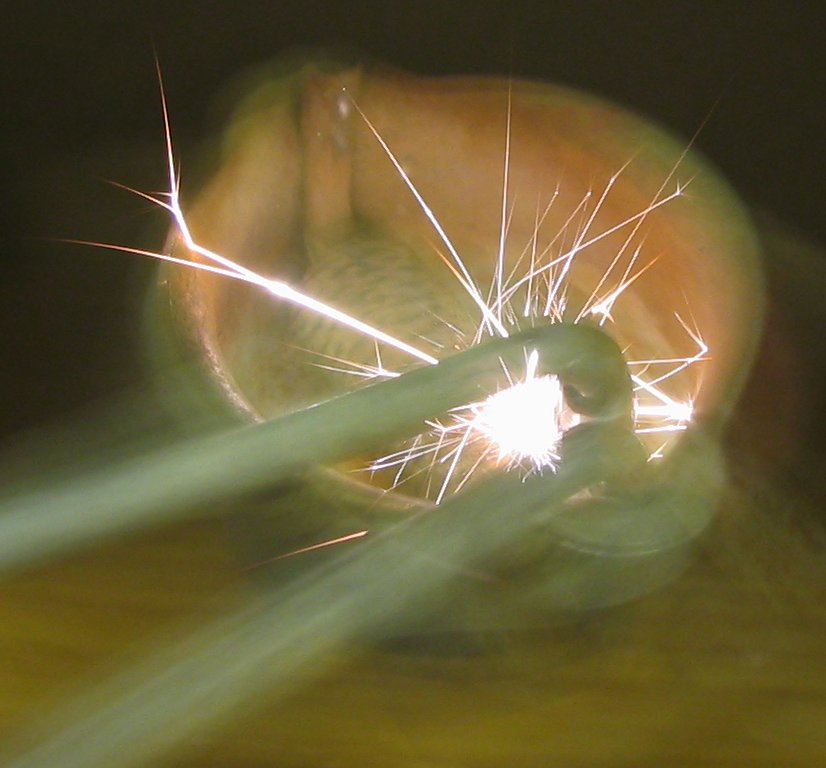
Un encendedor de chispa de "pedernal" de ferrocerio en acción

Al ser raspado contra el hierro, el borde de un trozo de sílex produce chispas. El borde duro del sílex desprende una partícula de hierro, la cual reacciona con el oxígeno de la atmósfera y puede encender la yesca.
Antes de la disponibilidad generalizada de acero, se utilizaban rocas de pirita (FeS2) junto con el pedernal, de forma similar (pero más lenta). Estos métodos siguen siendo populares en la artesanía de la madera, la artesanía del monte y entre las personas que practican las habilidades tradicionales para encender el fuego.

#### Eslabones

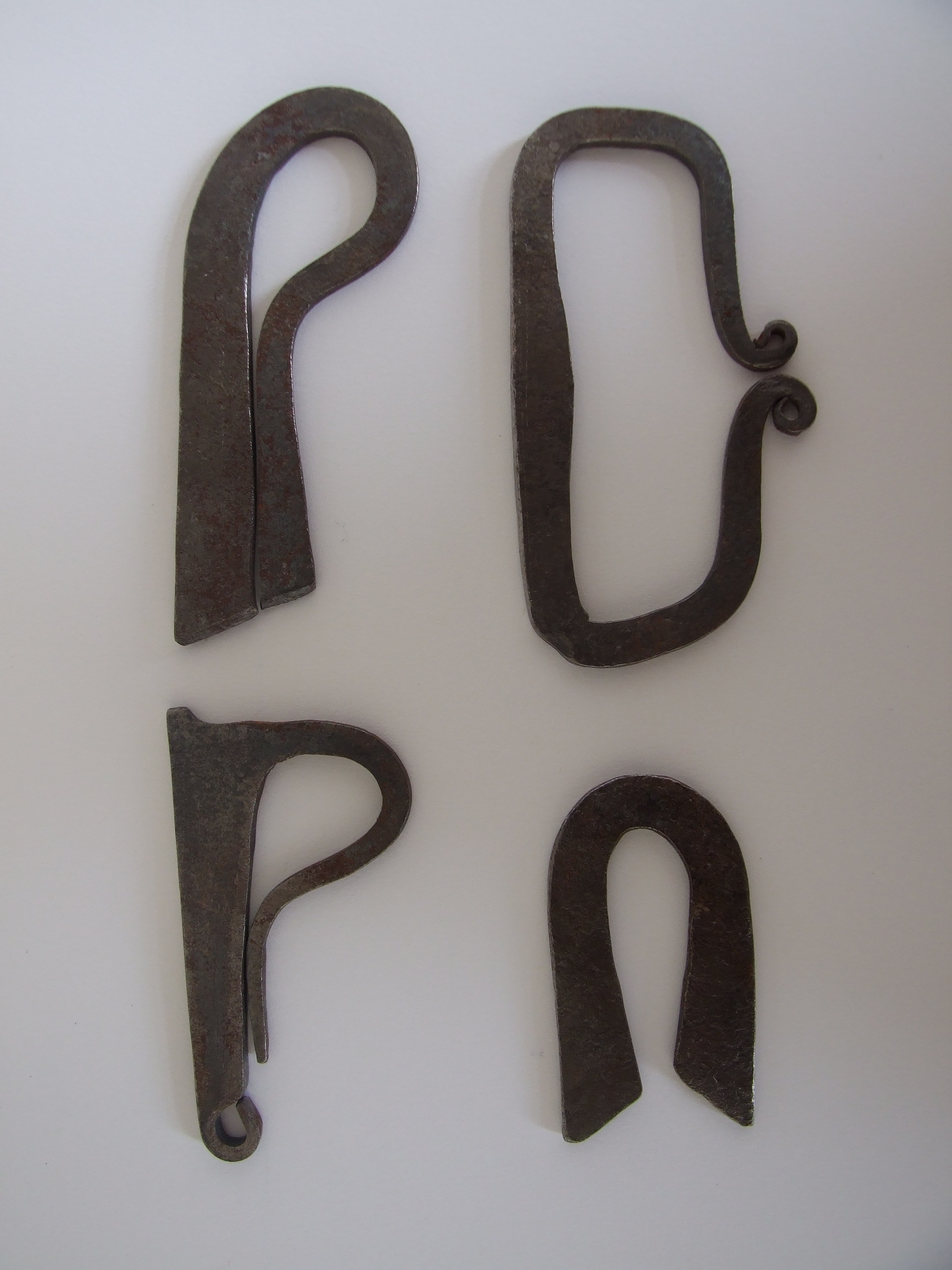
Reproducción variada de eslabones típicos de la época romana a la medieval.

Un uso posterior e importante del pedernal y el acero fue en el mecanismo de pedernal, utilizado principalmente en las armas de fuego con llave de chispa, pero también en las herramientas dedicadas a encender fuego. Un trozo de pedernal sostenido en las mandíbulas de un martillo con resorte, al ser liberado por un gatillo, golpea una pieza de acero con bisagras en un ángulo, creando una lluvia de chispas y exponiendo una carga de pólvora de cebado. Las chispas encienden la pólvora de cebado y esa llama, a su vez, enciende la carga principal, impulsando la bola, bala o disparo a través del cañón. Aunque el uso militar de la cerradura de pedernal disminuyó tras la adopción de la cápsula fulminante a partir de la década de 1840, los rifles y escopetas de pedernal siguen utilizándose entre los tiradores recreativos.

#### Comparación con el ferrocerio
El pedernal y el acero utilizados para hacer chispas fueron sustituidos en el siglo XX por el ferrocerio (a veces denominado "pedernal", aunque no es verdadero pedernal, "chispa caliente", "cerilla de metal" o "acero de fuego"). Este material fabricado por el hombre, cuando se raspa con cualquier borde duro y afilado, produce chispas mucho más calientes que las que se obtienen con el sílex y el acero naturales, lo que permite utilizar una gama más amplia de yescas. Debido a que puede producir chispas cuando se moja y puede iniciar el fuego cuando se utiliza correctamente, el ferrocerio se incluye comúnmente en kit de supervivencia. El ferrocerio se utiliza en muchos encendedores, donde se denomina "pedernal".

#### Fragmentación
La utilidad del sílex como iniciador del fuego se ve dificultada por su propiedad de expansión desigual al calentarse, lo que hace que se fracture, a veces violentamente, durante el calentamiento. Esta tendencia se ve reforzada por las impurezas que se encuentran en la mayoría de las muestras de sílex, que pueden expandirse en mayor o menor grado que la piedra circundante, y es similar a la tendencia del vidrio a partirse cuando se expone al calor, y puede convertirse en un inconveniente cuando el sílex se utiliza como material de construcción.

### Como material de construcción
El sílex, con o sin nudos, se ha utilizado desde la antigüedad (por ejemplo, en el fuerte romano tardío de castillo Burgh en Norfolk) hasta la actualidad como material para construir muros de piedra, utilizando mortero de cal, y a menudo combinado con otros escombros de piedra o ladrillo disponibles. Era más común en las zonas del sur de Inglaterra donde no se disponía de buena piedra de construcción a nivel local, y donde la fabricación de ladrillos no se generalizó hasta la Edad Media. Se asocia especialmente a East Anglia, pero también se utiliza en las zonas calcáreas que se extienden por Hampshire, Sussex, Surrey y Kent hasta Somerset.
El sílex se utilizó en la construcción de muchas iglesias, casas y otros edificios, por ejemplo, la gran fortaleza del Castillo de Framlingham. Se han conseguido muchos efectos decorativos diferentes mediante el uso de distintos tipos de talla o disposición y combinaciones con la piedra, especialmente en el siglo XV y principios del XVI. Debido a que el tallado de los sílex hasta conseguir una superficie y un tamaño relativamente homogéneos es un proceso altamente cualificado con un alto nivel de desperdicio, los acabados de sílex suelen indicar edificios de alto estatus.

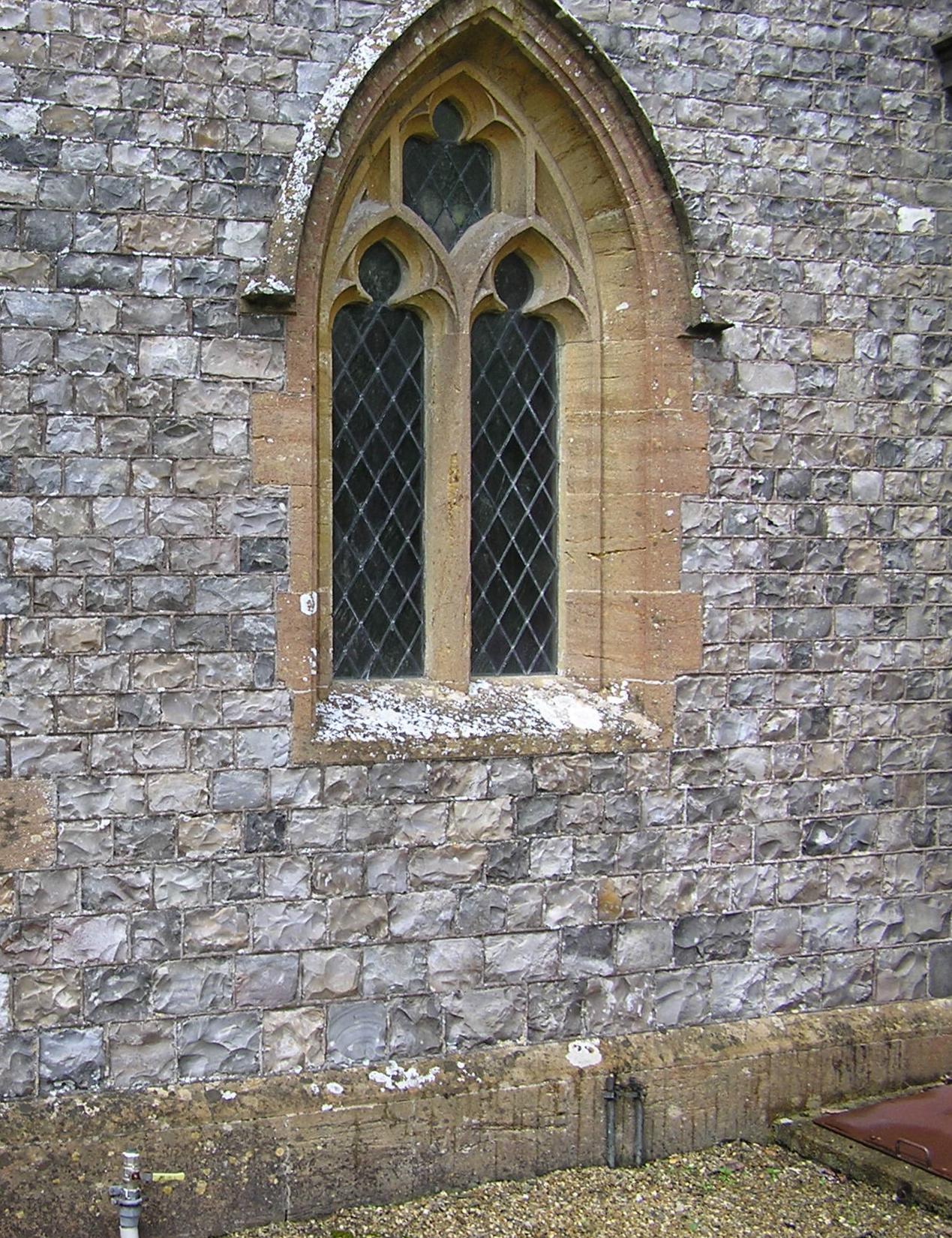
Una iglesia de sílex - la Iglesia parroquial de Santo Tomás, en Cricket Saint Thomas, Somerset, Inglaterra. La altura de los bloques de sílex muy bien tallados varía entre 3 y 5 cm.
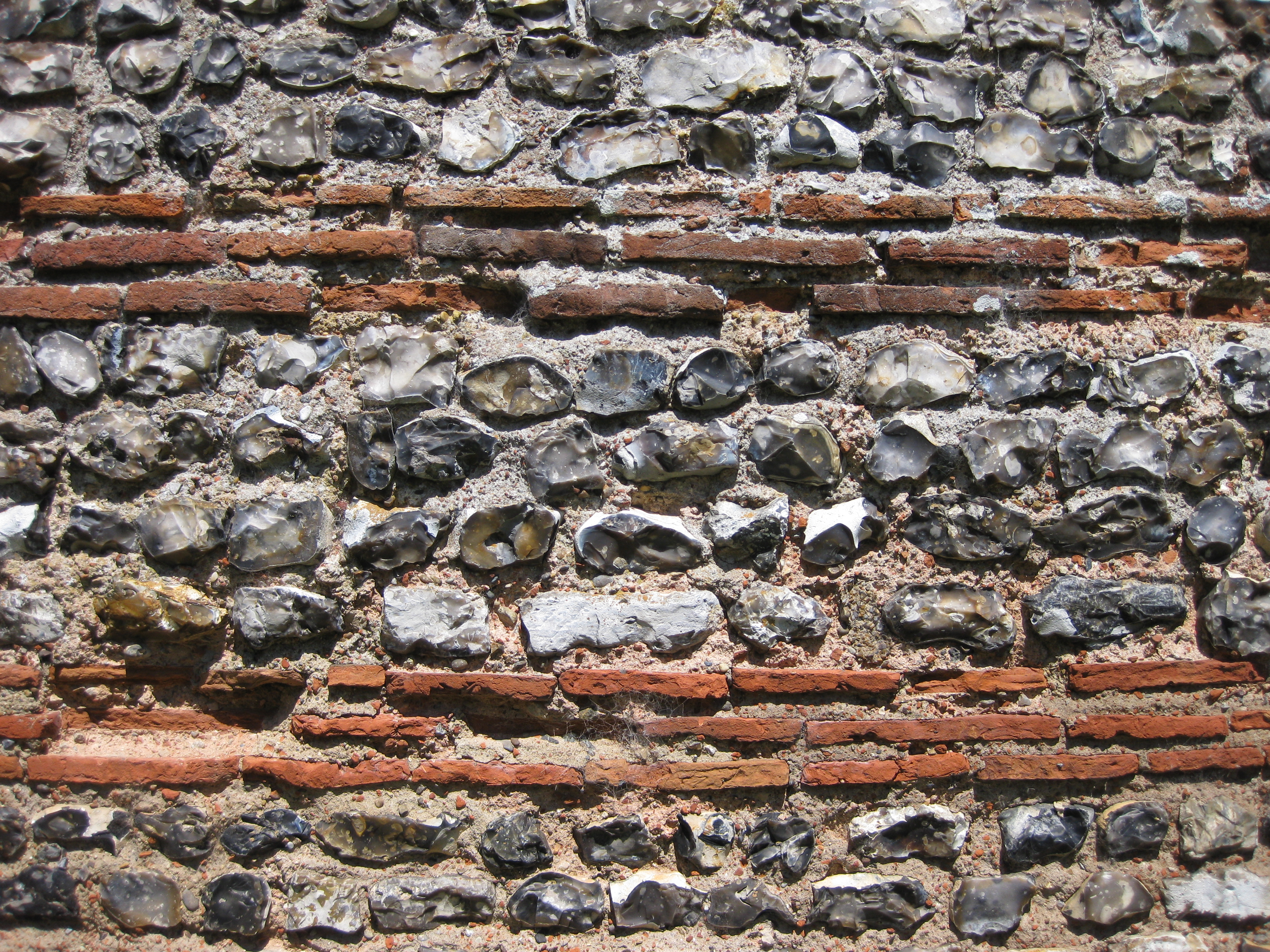
Ampliación de la muralla del fuerte romano shore fort en el castillo de Burgh, Norfolk, mostrando hileras alternas de sílex y ladrillos.
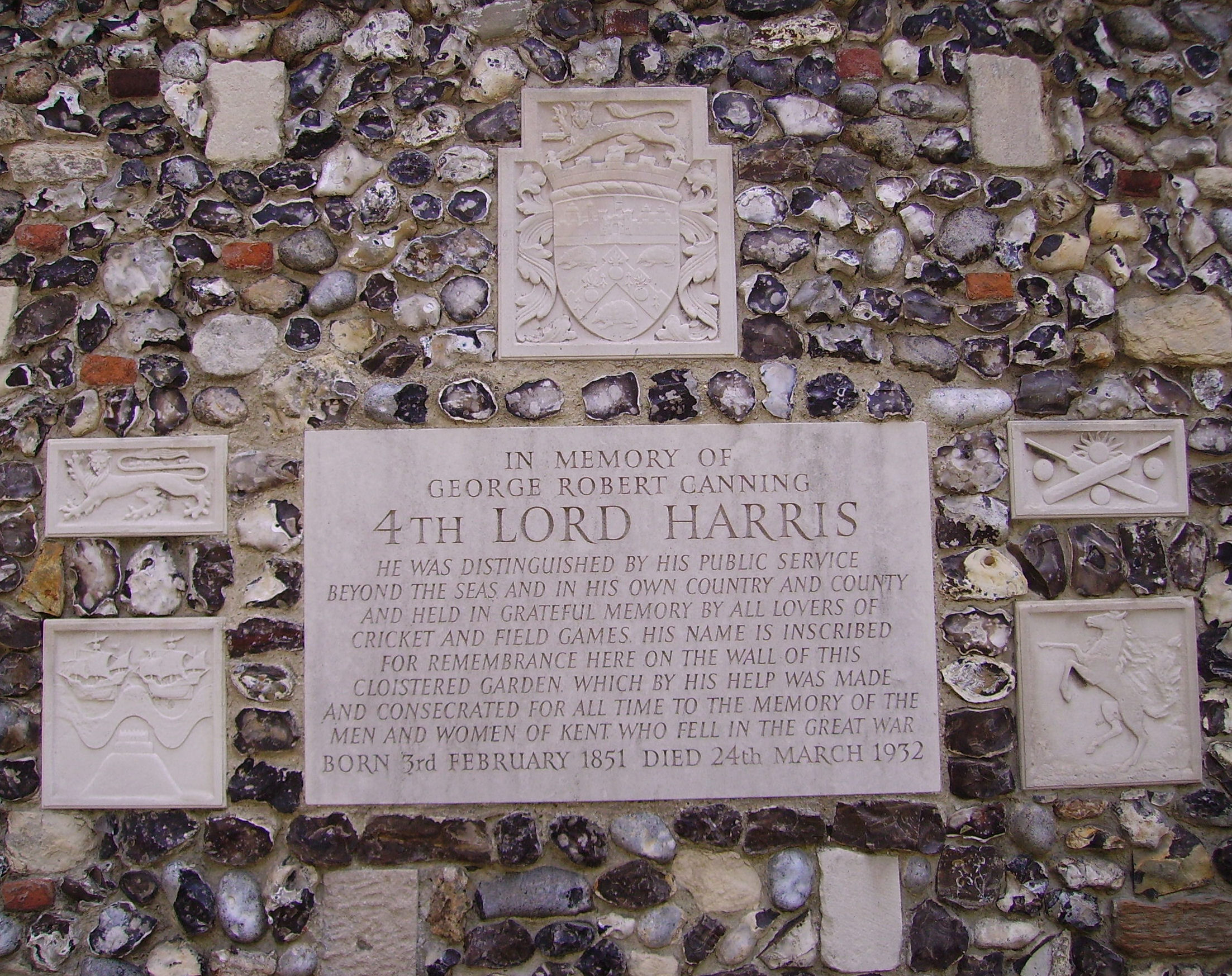
Una típica muralla medieval (con un monumento moderno) en la Catedral de Canterbury - los sílex tallados y sin tallar ("cobble") se mezclan con trozos de ladrillo y otras piedras.
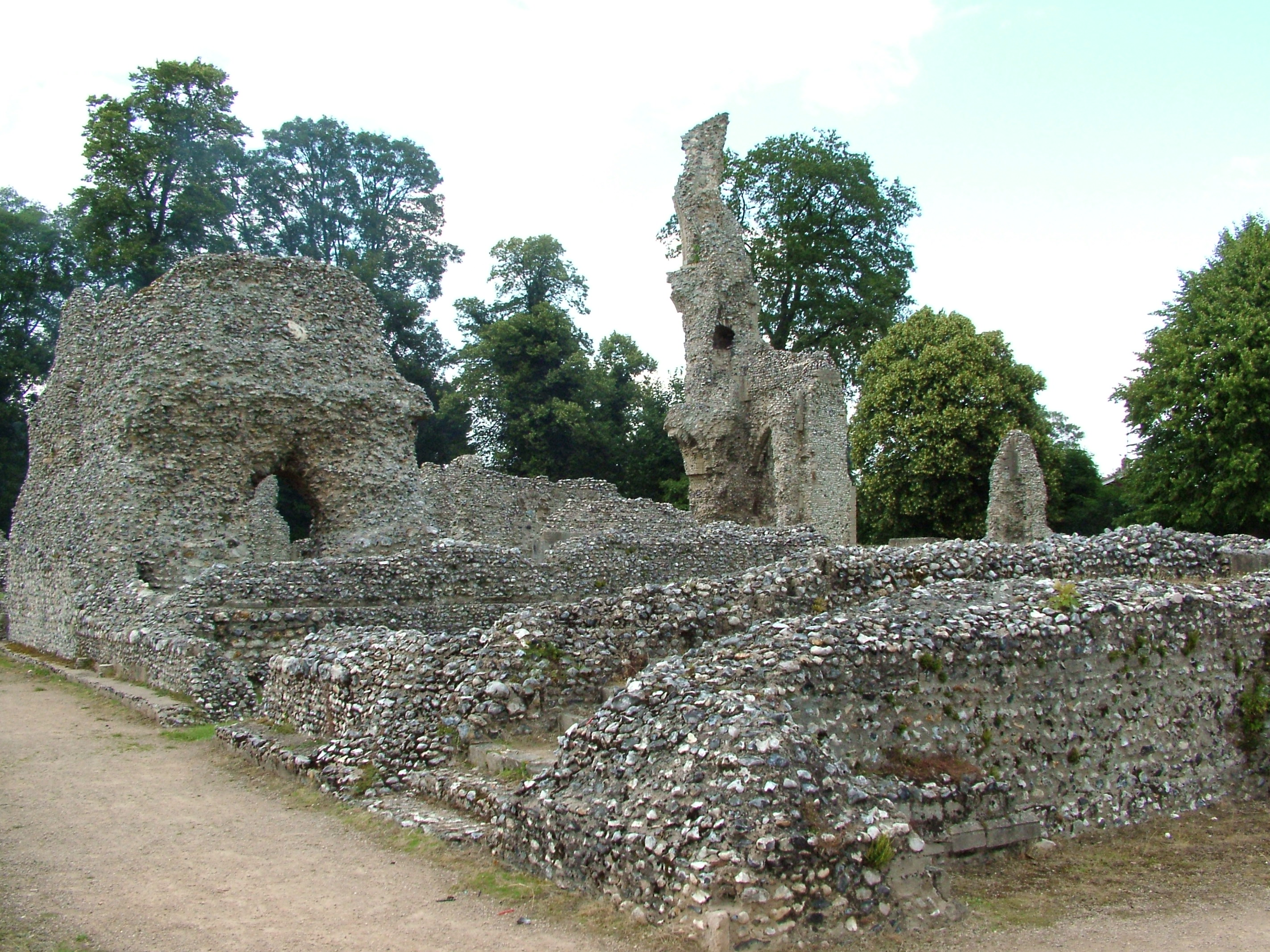
Las ruinas del Thetford Priory muestran sílex y mortero por toda la pared.

### Cerámica
Los guijarros de sílex se utilizan como medio en los molinos de bolas para moler esmaltes y otras materias primas para la industria cerámica. Los guijarros se seleccionan a mano en función del color; los que tienen un tinte rojo, que indica un alto contenido en hierro, se descartan. Las piedras restantes, de color gris azulado, tienen un bajo contenido en óxidos cromóforos, por lo que son menos perjudiciales para el color de la composición cerámica tras la cocción.
Hasta hace poco, el sílex era también una materia prima importante en los cuerpos de cerámica a base de arcilla producidos en el Reino Unido. En la preparación para su uso, los guijarros de sílex, a menudo procedentes de las costas del sureste de Inglaterra o del oeste de Francia, se calcinaban hasta unos 1000 grados Celsius (1800 °F). Este proceso de calentamiento eliminaba las impurezas orgánicas e inducía ciertas reacciones físicas, como la conversión de parte de la sílice en cristobalita. Tras la calcinación, los guijarros de sílex se molían hasta obtener una granulometría fina. Sin embargo, el sílex ha sido remplazado por el cuarzo. Debido al uso histórico del sílex, la palabra "sílex" es utilizada por algunos alfareros (especialmente en Estados Unidos) para referirse genéricamente a materiales silíceos utilizados en la cerámica que en realidad no son sílex.

### Joyería
Los brazaletes de sílex se conocían en el Antiguo Egipto, y se han encontrado varios ejemplos.